# Spice (Sängerin)
Spice (eigentlich Grace Latoya Hamilton; * 6. August 1982 in St. Catherine, Jamaika) ist eine Dancehall- und Reggae-Deejay.

## Karriere
Spice begann, für das Label Madhouse Records mit dessen Produzenten Dave Kelly Musik zu machen. Dave Kelly war der erste Produzent, mit dem Spice professionell Musik machte. Sie hatte einen guten Start mit Mi Gone, gefolgt von Hits wie Right There, Fix Me und Fight Over Man.
Im Jahr 2008 arbeitete Spice mit Vybz Kartel bei dem Lied Ramping Shop zusammen. Das Lied wurde von vielen Radiostationen gespielt und erhielt so Aufmerksamkeit. Es erreichte auch Platz 76 der amerikanischen Billboard Hot 100.
Ihre Debüt-EP, So Mi Like It, wurde am 2. Dezember 2014 über VP Records veröffentlicht.

## Diskografie

### Studioalben
- 2021: 10

### Mixtapes
- 2018: Captured

### EPs
- 2014: So Mi Like It

### Singles
- 2006: Fight Over Man
- 2008: A Nuh Me
- 2008: Ramping Shop (mit Vybz Kartel)
- 2009: Slim VS Fluffy (mit Pamputtae)
- 2010: Back Broad
- 2010: Jim Screechie
- 2010: Fun (Remix) (mit Missy Elliott)
- 2010: Hot Patty Wine
- 2012: Body Great
- 2012: The Holiday
- 2012: Why You Mad (mit Tifa)
- 2013: Dun Wife
- 2013: Twerk
- 2013: Pon Top
- 2013: Come Inside
- 2014: So Mi Like It (UK: Silber)
- 2014: Like A Man
- 2014: Conjugal Visit (mit Vybz Kartel)
- 2015: Bend Ova
- 2015: Back Bend
- 2015: Baby I Love You
- 2015: Needle Eye
- 2015: Sight & Wine
- 2016: Indicator
- 2017: Sheet
- 2017: No Worries (mit D’Angel)
- 2018: Under Fire
- 2018: Beauty and Brain
- 2018: Yaaass Goodie
- 2018: Stress Free
- 2021: Go Down Deh (feat. Shaggy & Sean Paul)

## Auszeichnungen für Musikverkäufe
| Goldene Schallplatte - Frankreich - 2025: für die Single Go Down Deh - Kanada - 2024: für die Single So Mi Like It | Platin-Schallplatte - Kanada - 2024: für die Single Go Down Deh - Polen - 2024: für die Single Go Down Deh |

| Land/RegionAuszeichnungen für Musikverkäufe (Land/Region, Auszeichnungen, Verkäufe, Quellen) | Silber  | Gold     | Platin     | Verkäufe | Quellen         |
| -------------------------------------------------------------------------------------------- | ------- | -------- | ---------- | -------- | --------------- |
| Frankreich (SNEP)                                                                            | —       | Gold1    | —          | 100.000  | snepmusique.com |
| Kanada (MC)                                                                                  | —       | Gold1    | Platin1    | 120.000  | musiccanada.com |
| Polen (ZPAV)                                                                                 | —       | —        | Platin1    | 50.000   | olis.pl         |
| Vereinigtes Königreich (BPI)                                                                 | Silber1 | —        | —          | 200.000  | bpi.co.uk       |
| Insgesamt                                                                                    | Silber1 | 2× Gold2 | 2× Platin2 |          |                 |